# Tatulo
Flavio Tatulo (in latino: Flavius Tatulus) (Pannonia Savia, ... – ...; fl. V secolo) è stato un generale romano, padre di Flavio Oreste e nonno dell'imperatore romano Romolo Augusto, ultimo imperatore dell'Impero Romano d'Occidente dal 475 al 476.

## Biografia
Tatulo era un ricco notabile originario della Pannonia, di origine germanica. I suoi servigi furono molto apprezzati dall'imperatore Valentiniano III, che gli donò una sontuosa villa proprio in Pannonia.